# Amapilca
Amapilca är en ort i Mexiko.   Den ligger i kommunen Alcozauca de Guerrero och delstaten Guerrero, i den sydöstra delen av landet, 230 km söder om huvudstaden Mexico City. Amapilca ligger 1 287 meter över havet och antalet invånare är 316.
Terrängen runt Amapilca är huvudsakligen kuperad, men söderut är den bergig. Amapilca ligger nere i en dal. Runt Amapilca är det ganska tätbefolkat, med 166 invånare per kvadratkilometer. Närmaste större samhälle är La Luz de Juárez, 5,4 km nordost om Amapilca. I omgivningarna runt Amapilca växer huvudsakligen savannskog.